# Botrypus virginianus
El helecho serpiente de cascabel (Botrypus virginianus)  (L.) Holub. es un helecho, miembro de la familia Ophioglossaceae. El nombre Botrychium, proviene del griego “botrys” (racimo de uvas), y hace referencia a la estructura que porta las esporas (esporoforo). Estudios recientes indican que esta especie puede ser reconocida como Botrypus virginianus (L.) Michx. y no como Botrychium virginianum Sw.

## Clasificación y descripción
Rizoma: grueso y carnoso;  frondes: solo una, raras veces dos, de entre 15 y 75 cm de largo, glabras o con algunos pelillos; lámina estéril: de forma deltoide, de entre 7-21 x 10-24 cm, tripinnada a tripinnada-pinnatifida, las pinnas arriba del par basal casi siempre son bipinnadas-pinnatífidas, su consistencia es herbácea, delgadas al tacto; lámina fértil (esporoforo): de entre 5 y 15 cm de largo, unida a la base de la lámina estéril, igualando o excediendo el largo de esta, el esporoforo es raro de observar; indusio: no se presenta.

## Distribución
Tiene una distribución muy amplia, desde Canadá, Estados Unidos, México hasta América del Sur, incluso Europa y Asia.

## Ambiente
Es terrestre, comúnmente en bosques de distintos tipos (pino, encino, coníferas) en sitios sombreados y húmedos, incluso en sitios con algo de disturbio.

## Estado de conservación
En México no se encuentra en ninguna categoría de protección de la NOM059. Tampoco está en alguna categoría en la lista roja de la IUCN (International Union for Conservation of Nature). Ni en CITES (Convención sobre el Comercio Internacional de Especies Amenazadas de Fauna y Flora Silvestres).